# Dybowo (Świętajno)
Dybowo [dɨˈbɔvɔ] (deutsch Diebowen, 1938–1945 Diebauen) ist ein Dorf in der polnischen Woiwodschaft Ermland-Masuren, das zur Landgemeinde Świętajno im Powiat Olecki (Kreis Oletzko, 1933–1945 Kreis Treuburg) gehört.

## Geographische Lage
Dybowo liegt im Nordosten der Woiwodschaft Ermland-Masuren, 15 Kilometer nordwestlich der Kreisstadt Olecko (Marggrabowa, umgangssprachlich auch Oletzko, 1928–1945 Treuburg).

## Geschichte
Das kleine Dorf Diboffsky, vor 1785 Dibowen und bis 1938 Diebowen genannt, wurde im Jahr 1564 gegründet. Von 1874 bis 1945 war es in den Amtsbezirk Czychen (polnisch Cichy) eingegliedert, der – 1938 in Amtsbezirk Bolken umbenannt – zum Kreis Oletzko (1933–1945 Kreis Treuburg) im Regierungsbezirk Gumbinnen der preußischen Provinz Ostpreußen gehörte.
Im Jahre 1910 waren in Diebowen 272 Einwohner registriert. Ihre Zahl stieg bis 1933 auf 359 und belief sich 1939 noch auf 309.
Aufgrund der Bestimmungen des Versailler Vertrags stimmte die Bevölkerung im Abstimmungsgebiet Allenstein, zu dem Diebowen gehörte, am 11. Juli 1920 über die weitere staatliche Zugehörigkeit zu Ostpreußen (und damit zu Deutschland) oder den Anschluss an Polen ab. In Diebowen stimmten 195 Einwohner für den Verbleib bei Ostpreußen, auf Polen entfiel keine Stimme.
Am 3. Juni (amtlich bestätigt am 16. Juli) des Jahres 1938 wurde Diebowen aus politisch-ideologischen Gründen der Vermeidung fremdländisch klingender Ortsnamen in Diebauen umbenannt.
In Kriegsfolge kam das Dorf 1945 mit dem gesamten südlichen Ostpreußen zu Polen und führt seitdem die polnische Namensform Dybowo. Heute ist es Sitz eines Schulzenamtes (polnisch sołectwo), in das auch der Nachbarort Nowiny (Neusaß) einbezogen ist. Somit gehört das Dorf zur Landgemeinde Świętajno (Schwentainen) im Powiat Olecki (Kreis Oletzko, 1933–1945 Kreis Treuburg), bis 1998 der Woiwodschaft Suwałki, seither der Woiwodschaft Ermland-Masuren zugehörig.

## Religionen
Diebowen war bis 1945 in die evangelische Kirche Czychen in der Kirchenprovinz Ostpreußen der Evangelischen Kirche der Altpreußischen Union und in die katholische Pfarrkirche Marggrabowa (1928–1945 Treuburg, polnisch Olecko) im Bistum Ermland eingepfarrt.
Heute gehört Dybowo zur evangelischen Kirchengemeinde Gołdap (Goldap), einer Filialgemeinde der Pfarrei Suwałki in der Diözese Masuren der Evangelisch-Augsburgischen Kirche in Polen, bzw. zur katholischen Kirche Cichy im Bistum Ełk (Lyck) der Römisch-katholischen Kirche in Polen.

## Verkehr
Dybowo liegt an einer Nebenstraße, die die Woiwodschaftsstraße DW 655 bei Dunajek (Duneyken, 1938–1945 Duneiken) mit der polnischen Landesstraße DK 65 (einstige deutsche Reichsstraße 132) bei Kowale Oleckie (Kowahlen, 1938–1945 Reimannswalde) verbindet. Bis 1945 war Griesen (polnisch Gryzy) die nächste Bahnstation; es lag an der Bahnstrecke Kruglanken–Marggrabowa (Oletzko)/Treuburg (polnisch Kruklanki–Olecko), die in Kriegsfolge nicht mehr in Betrieb genommen wurde.